# Suzuki Harunobu
Suzuki Harunobu est un nom japonais traditionnel ; le nom de famille (ou le nom d'école), Suzuki, précède donc le prénom (ou le nom d'artiste).
Suzuki Harunobu (鈴木 春信, 1725 ? - 1770) est un artiste d'estampes japonaises, un des plus célèbres créateurs d'estampes ukiyo-e en couleurs.
C'était un innovateur, le premier qui produisit des estampes imprimées en de nombreuses couleurs, nommées « estampes de brocart » (nishiki-e) dès 1765. Elles surpassèrent par leur richesse les estampes qui ne faisaient appel qu'à deux ou trois couleurs. Harunobu a employé beaucoup de techniques complexes et a développé une grande variété de sujets, depuis les images poétiques classiques jusqu'aux portraits des jeunes beautés de son époque. Comme beaucoup d'artistes de son temps, Harunobu a également produit un certain nombre de shunga, ou images érotiques.
Au cours de sa vie, et ensuite, de nombreux artistes l'ont pris pour modèle. Quelques-uns, tel que Harushige, se sont même vantés de leur capacité à créer de faux originaux du grand maître.

## Une biographie difficile à reconstruire

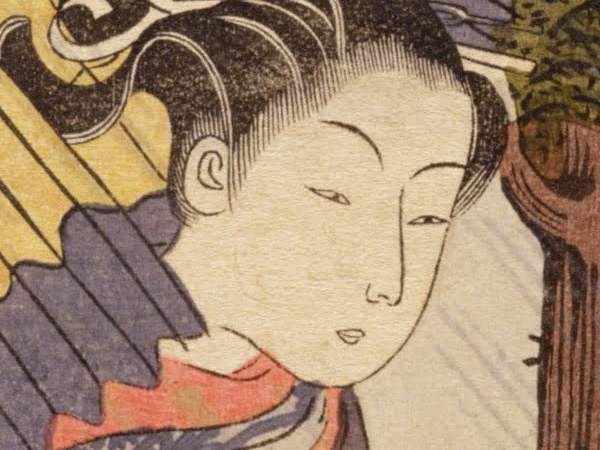
Pèlerinage au sanctuaire (jeune fille venant prier par amour, sous la pluie et la nuit). Détail. Impression nishiki-e, vers 1770. Musée national de Tokyo.

On ne dispose que de rares indices pour évoquer la vie de Harunobu. Par extrapolation on évalue sa date de naissance autour de 1725. Cette date ne s'appuie que sur une seule source tardive, une supposition « éclairée » de Sekine Shisei (1825-1893) ou de son fils, Kinshirō. Les spécialistes de cet artiste ont nuancé très sensiblement, depuis le début du XXIe siècle, leurs interprétations des quelques documents dont ils disposent. Sur ses dix années d'activité, les huit dernières sont celles qui sont connues avec le plus de certitude.
Il semble alors avoir vécu à Edo, et pour partie dans le quartier Est, « le quartier aux murs blancs ». C'est de ce quartier, centre actif des libraires et des éditeurs du courant de l'ukiyo-e, qu'il a représenté la vie quotidienne au cours de ses dernières années. Un connaisseur affirmé des sciences occidentales, Hiraga Gennai (1726-1779), habitant ce quartier, a été un proche  de Harunobu et l'un des élèves de cet homme a souligné « à quel point l'apprentissage du dessin par Harunobu auprès de Nishikawa Sukenobu fut essentiel ». Sukenobu a illustré un très grand nombre d'albums, où des jeunes femmes, aux formes gracieuses, se promènent souvent dans la nature et des espaces urbains parfaitement construits, mais parfois aussi simplement dans le blanc de la page. On retrouve indéniablement dans le dessin de Harunobu des souvenirs de son célèbre prédécesseur et le succès de Harunobu tient aussi à la création d'un type féminin, juvénile et fluet, plein de délicatesse et aux gestes gracieux.
Harunobu serait originaire du clan samouraï Hozumi, lequel ayant été banni d'Edo en 1716, il semble probable que l'artiste, dans sa jeunesse, ait pu bénéficier de la proximité des meilleurs peintres de la capitale, Kyoto. Car c'est entre Kyoto et Osaka que Sukenobu a travaillé en tant que peintre et graveur d'estampes, et surtout de livres imprimés. Il aurait pu être une source d'inspiration essentielle pour le jeune peintre, s'il ne fut pas son maître.
Harunobu fut aussi très lié à un écrivain, issu de la classe des samouraïs, Ōta Nanpo (1748-1823) - vivant au « centre » d'Edo - admirateur de poésie chinoise et auteur ou co-auteur de descriptions du Yoshiwara que Harunobu illustra à la fin de sa vie, à côté d'autres réalisations. Cet écrivain est le premier à rendre compte de la mort de l'artiste. Puis cette information est relevée dans le Shuparohikki et dans le registre de la famille Sukenobu. Cet élément semble confirmer la relation entre les deux artistes. Il venait, alors, de publier un livre de shunga, avec un jeu de mots sur son nom qui devenait : « celui qui apprécie le vin » (shusuki nanigashi). On en a déduit que c'est le vin qui aurait causé sa mort prématurée. Dans les jours qui suivirent sa disparition on publia un livre en cinq volumes, le premier à être imprimé en couleurs pour Harunobu. Il s'agissait de 167 portraits des jeunes beautés de Yoshiwara.

## Le milieu artistique et sa carrière

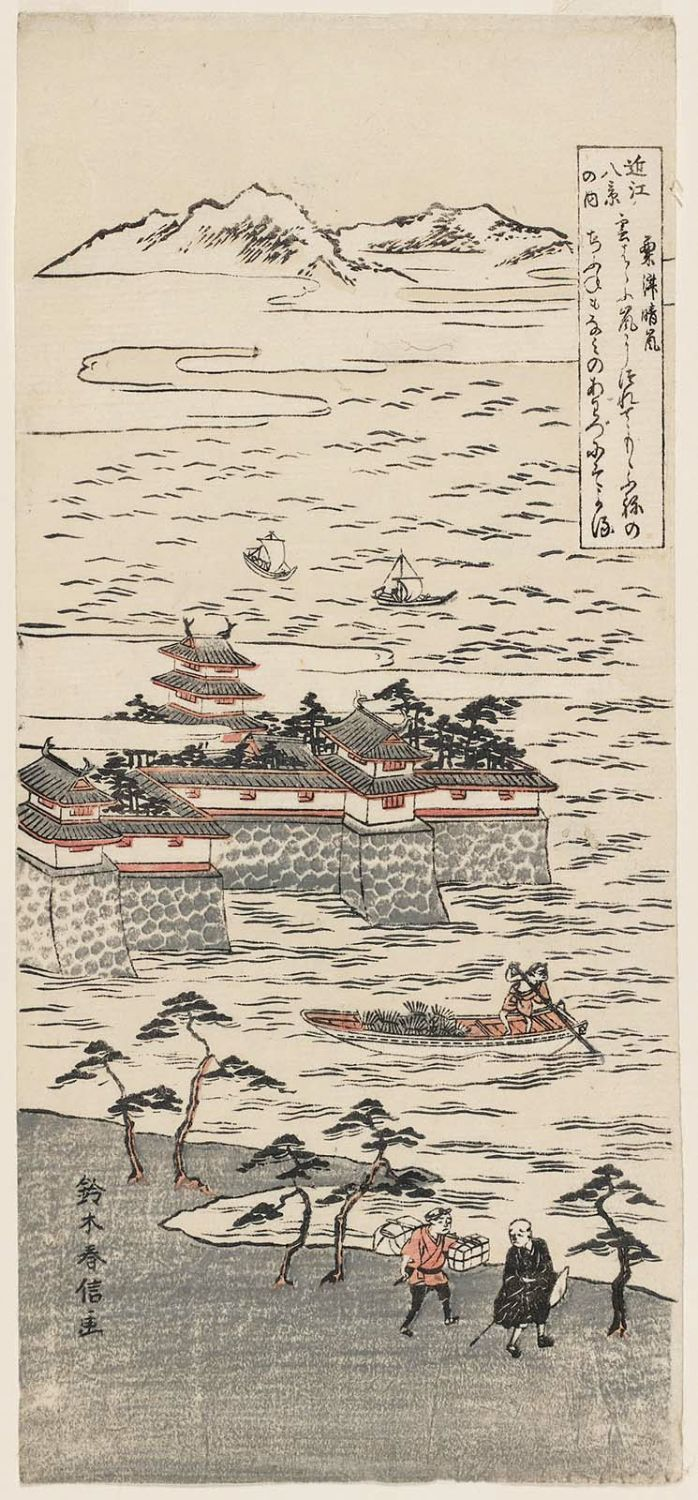
Rafale fraîche de montagne à Awazu, de la série : Huit vues d'Ōmi. Gris, rouge, bleu (viré jaune pâle), 31 x 13.9 cm, début des années 1760.

La carrière de Harunobu est donc singulièrement réduite à une seule décennie, de 1760 à 1770. Sur cette très courte période, lui sont attribuées environ mille deux cents estampes indépendantes (sur feuilles volantes), certaines étant des « images de calendrier », mais aussi environ vingt-six livres illustrés (mis à part les derniers, tous étaient en noir et blanc) ainsi que quelques très rares peintures. Il a réalisé la plupart de ses estampes sur feuilles volantes en seulement l'espace de cinq ans, et dans le même temps il réalisait les illustrations de vingt livres, sur les vingt-six au total. La série des Huit vues d'Ōmi précède de peu les premiers calendriers de 1765.
La société dans laquelle il vivait n'était pas compartimentée de manière étanche. S'il était issu d'une famille de samouraïs, il a pu néanmoins entrer en contact avec les personnalités les plus diverses. Et ses contacts lui ont servi sur plusieurs plans. Ils ont nourri ses références à une culture savante portée par des amateurs de poésie chinoise, mais pas seulement. À propos des calendriers, ces estampes polychromes qui ont rendu l'artiste célèbre, ils étaient le produit de commandes privées, pour de petits groupes de connaisseurs d'Edo. Au début ceux-ci les échangeaient entre eux. On ne sait pas précisément qui ils étaient, ni quand et pourquoi il a été décidé d'en faire un marché.
Si Harunobu a marqué ses contemporains par la beauté de ses jeunes femmes, il est tout aussi remarquable qu'il ait fait d'innombrables références littéraires dans ses estampes. C'est ce qui le rapproche de ses prédécesseurs, Sukenobu, Okumura Masanobu, les feuillets séparés de Toyonobu, Torii Kiyohiro... et c'est aussi ce qui les distingue tous de leurs successeurs. Ses très nombreuses références littéraires et les poèmes qu'il inscrits dans ses estampes sont tirés des anthologies impériales, mais il pouvait avoir accès à d'autres sélections. Il fait aussi souvent référence au théâtre nô qu'il connaissait et appréciait. Il cite enfin des poèmes chinois dont on ne retrouve pas la trace et qui auraient pu être composés par ses amis cultivés. Dans le cas de l'histoire de Ōta Dōkan, on a pu retrouver la source littéraire de son inspiration. Elle lui aurait été communiquée par ce cercle d'amis cultivés, qui étaient passionnés de poésie chinoise. Le plus célèbre d'entre eux étant un jeune homme, Ōta Nanpo (1749-1823), originaire d'une famille de samouraïs, qui avait déjà publié à 18 ans une étude sur la poésie chinoise. Ses écrits mentionnent abondamment Harunobu et la pratique du nishiki-e. D'ailleurs Harunobu a illustré l'un des livres de Nanpo (Ameuri Dohei den). Le projet original de l'Ukiyo-e ruikō (une collection de biographies d'artistes Ukiyo-e) est attribué à ce garçon et celui-ci l'a publié ensuite, en 1844. Il avait vingt et un ans à la mort de Harunobu. C'est lui qui a créé le terme nishiki-e « (images de brocart », ou plus exactement « images semblables à une étoffe aux figures [comme dans le cas d'un brocart] tissées en couleurs ». Bien que Harunobu ait employé le terme nishiki pour une de ses premières gravures, en 1763, et la même année pour un brocard d'or, avec des gravures en noir et blanc. Harunobu avait déjà en tête cette analogie avant que le jeune Ōta Nanpo ne parle de nishiki-e à propos de ce type d'estampes japonaises en couleurs. De plus le caractère nishiki se rencontre dans quelques titres d'albums plus anciens, imprimés en couleurs.
Comme on vient de le voir avec les références littéraires de Harunobu et le milieu cultivé de ses amis, la distance entre le monde de l'ukiyo-e et les études confucéennes ne sont pas si éloignées qu'on pourrait le penser.
On ne sait, par contre, que fort peu de choses de son amitié artistique avec son collègue Bunchō, de ses relations avec ses propres élèves et aussi avec un poète de haïkaï avec lequel il a travaillé, Gitoku II, qui pourrait être le samouraï Sakei, lui-même. Ses connaissances comprenaient aussi un calligraphe, Fukagawa Shinna, et l'auteur Tukusōshi (Tukusōsai) qui venait d'Osaka et qui a rédigé la préface de 9 livres illustrés de Harunobu.

### Portraits d'acteurs en deux et trois couleurs

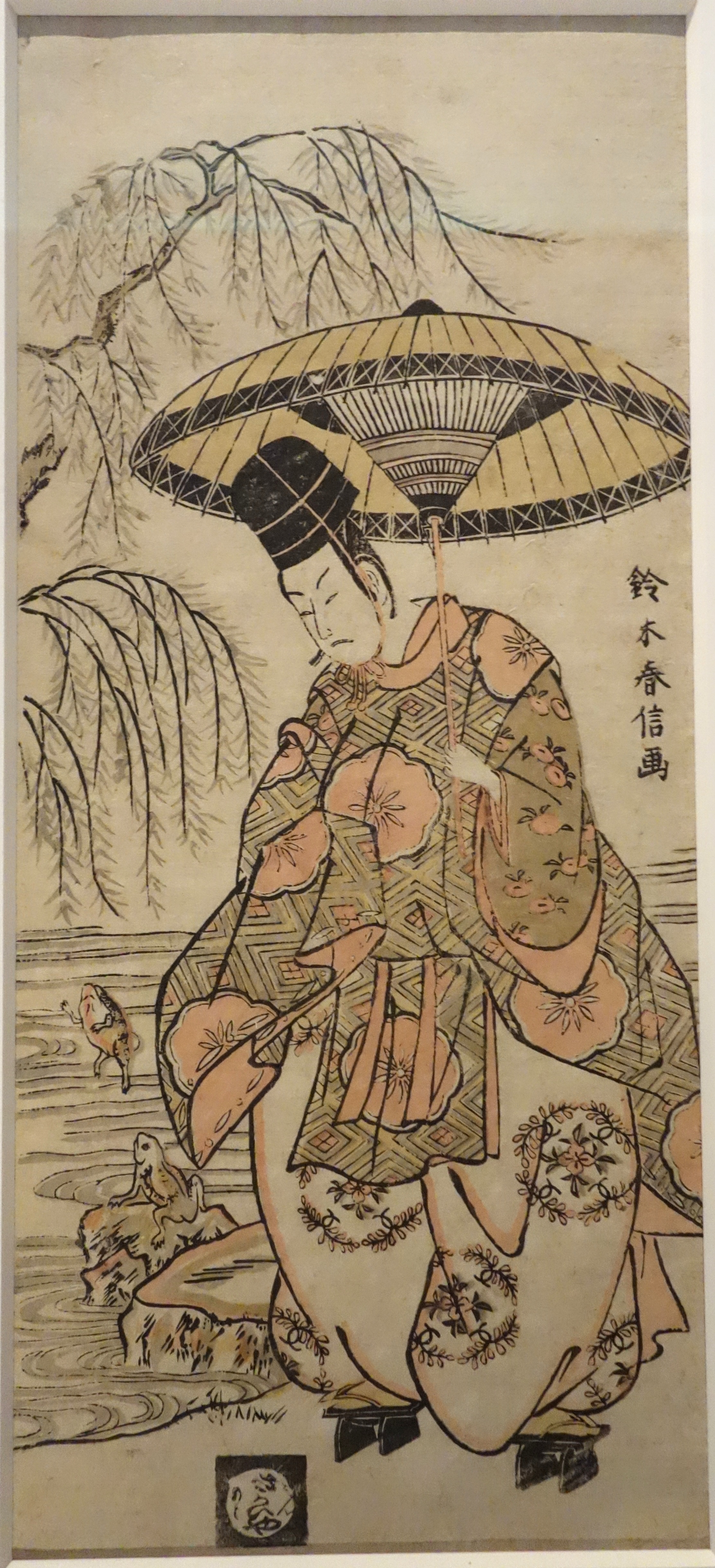
Portrait du calligraphe Ono no Michikaze, 894-966, benizuri-e, hosoban. Musée national de Tokyo

En 1760 Harunobu réalisa ses premières estampes en feuilles, et ce furent des images d'acteurs (yakusha-e), en deux couleurs (benizuri-e), rose beni et noir. Entre 1760 et 1764, Harunobu devint l'un des premiers producteurs de ces images d'acteurs imprimées en deux ou trois couleurs (avec le vert). Ces images sont révélatrices d'une claire référence à Torii Kiyomitsu, qui s'avère être, à l'égal de Sukenobu, l'un de ses deux premiers maîtres. Ses premières estampes, jusqu'en 1765 - des images d'acteurs en deux ou trois couleurs - se réfèrent cette nouvelle tradition du portrait d'acteur de kabuki institué entre 1740 et 1770 par les dernières grandes figures de l'école Torii, Torii Kiyohiro et Torii Kiyomitsu. Le style de Harunobu, à ses débuts, présente aussi des affinités avec ceux d'Ishikawa Toyonobu et de l'École Kanō. Les portraits d'acteurs n'intéressaient manifestement pas Harunobu qui se serait exprimé sur ce sujet.

### Les calendriers (egoyomi) et l'invention des « estampes de brocart » (nishiki-e)

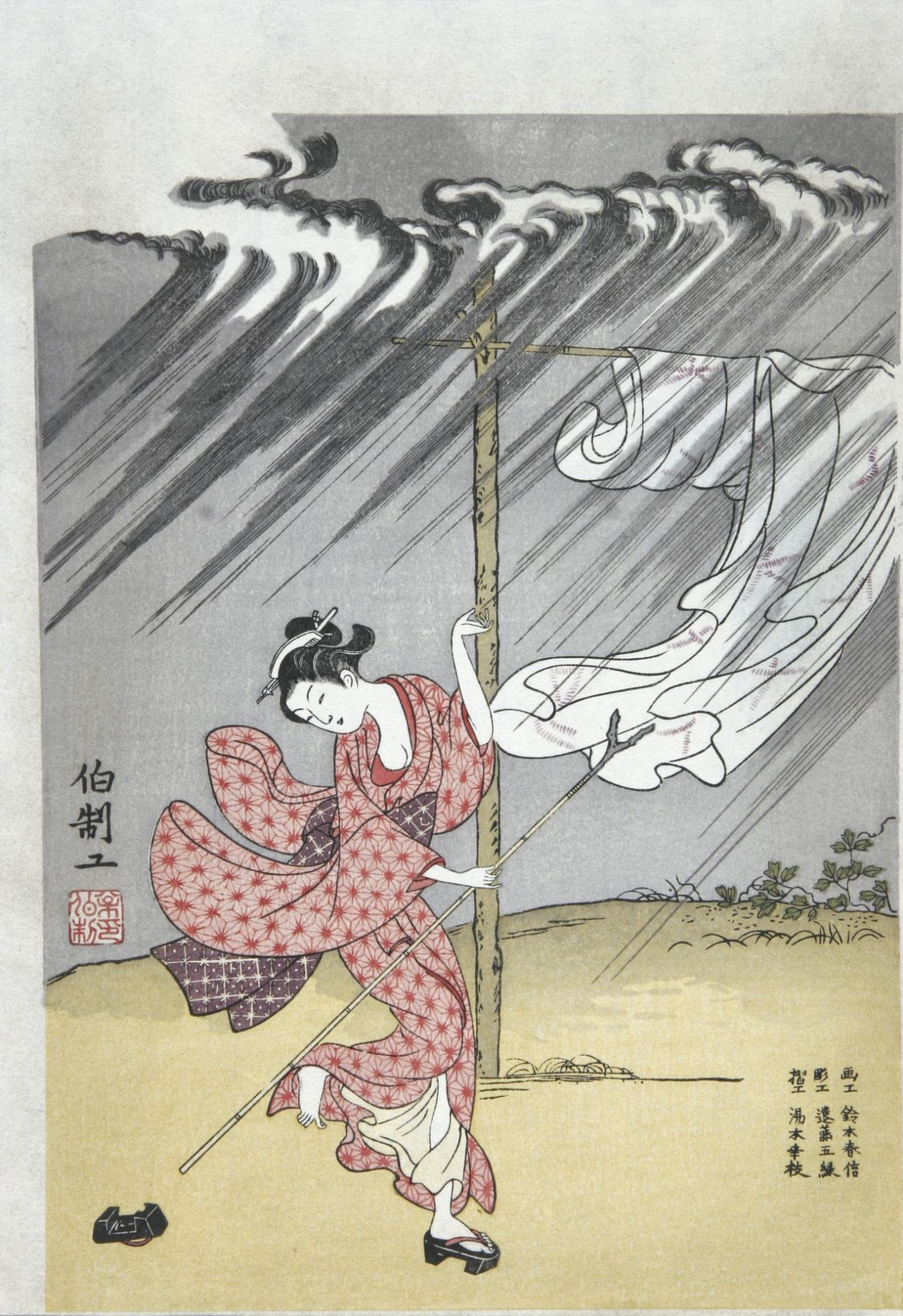
L'averse. 1765, feuille calendrier, nishiki-e format chûban, 28 x 20,7 cm. Les indications des mois longs (de 30 jours) sont inscrites dans les motifs du vêtement suspendu. Le signe de l'année : sur le obi de la jeune fille. Épreuve moderne.

En 1764, du fait de ses relations avec deux cercles privés de poètes haïkaï, il fut choisi pour aider ces samouraïs poètes dans leurs efforts de créateurs-amateurs, à créer des « images de calendriers » (egoyomi) lors du nouvel-an 1765-1766. Certes, les calendriers de ce type n'étaient pas inconnus avant cette date, mais ils étaient extrêmement rares. Par ailleurs, on savait que Harunobu entrenait des relations étroites et même des liens d'amitié avec de nombreux artistes et lettrés de cette époque, ainsi qu'avec plusieurs amis du shogun — il s'échangeait ainsi fréquemment des calendriers de Harunobu et d'autres estampes de l'artiste durant les réunions et les fêtes qui se déroulaient à Edo.
Ces calendriers sous forme d'estampes, qui incorporaient dans leur composition la liste des mois longs du calendrier lunaire japonais, seraient les premières « estampes de brocart » (nishiki-e) et ils correspondent à un véritable basculement de l'œuvre de Harunobu dans un univers poétique et coloré. À l'aspect purement utilitaire se mêlaient des jeux de l'esprit : tout d'abord, l'artiste dissimulait habilement les nombres indiquant les mois longs dans la composition de l'estampe (par exemple, dans les plis d'une ceinture) ; ensuite, il intégrait également dans la composition des estampes des références cachées à la culture classique ou à des légendes extrême-orientales en mettant en correspondance les références anciennes avec les images modernes, constituant ce que les japonais d'alors appelaient des « images parodiques ». Le plaisir, pour le possesseur de ces estampes présentant de réelles qualités esthétiques, tenait aussi à avoir su en percer le secret, le sens caché.

#### Les « estampes de brocart »
Harunobu donna une impulsion décisive au développement de l’estampe polychrome, l’« estampe de brocart » (nishiki-e), vers 1764-1765. Stimulés et financés par des amateurs, des clubs d’esthètes qui souhaitaient des estampes très raffinées et très luxueuses, pour accompagner la publication de leurs poèmes, les artistes – tel Harunobu – et les imprimeurs élargirent considérablement leur savoir. Ils multiplièrent les effets de couleurs, de gaufrage (karazuri), de saupoudrage de métal ou de mica notamment sur des cartes de circonstances, les surimono. Celles-ci étaient des sortes de cartes de vœux, des feuilles libres, volantes, un peu semblables à nos cartes postales en ce sens qu'elles avaient une fonction d'échange dans le privé. Elles étaient parfois éditées par séries de huit estampes, en fonction du sujet.
- Une jeune femme contemple les fleurs de prunier, la nuit (v. 1760), Impression polychrome (nishiki-e) et gaufrage (karazuri), 32 × 21 cm, Metropolitan Museum of Art
- Kanzan et Jittoku (v. 1765), sur fond marbré, format aiban 31 × 20 cm, estampe « de brocart », Musée Guimet. Image parodique montrant deux moines bouddhistes chinois, ermites et vagabonds : Hanshan et Shide. Jittoku/Shide est facilement reconnaissable, il tient toujours un balai. Dans cette parodie les deux moines vagabonds se présentent sous les traits d'un jeune couple. Un jeune homme ("Kanzan") déroule un emaki (rouleau) de calligraphies sous les yeux d'une jeune fille ("Jittoku"). « L'atmosphère poétique est accentuée par le chatoiement du fond marbré, qui traditionnellement agrémente les livres de poésie »[15].
- Beauté prenant le frais au bord d'une rivière (1765-1766), estampe chuban, nishiki-e, impression polychrome, Musée Guimet[16]
- Montreuse de singe (1770), estampe aiban, nishiki-e, impression polychrome, Musée Guimet[16]
- Ehon Seirō Bijin Awase (Livre illustré de Beautés comparées des maisons vertes) (1770), impression polychrome nishiki-e. Chaque portrait de courtisane est accompagné d'un poème haiku calligraphié (forme du poème : 17 syllabes en trois segments 5-7-5) :
  - Courtisane jouant du shakuhachi, format koban, 15 × 11 cm, signée : Harunobu ga., Musée Guimet
  - La Courtisane Matsuyama (v. 1768), 21 × 14 cm, Honolulu Museum of Art
- La Rivière Tama (Rivière de diamant) à Chōfu (v. 1768), estampe à gaufrages sans trait de contour, 27 × 19 cm, Metropolitan Museum of Art
- Le Rossignol dans les bambous (1768-1769), impression polychrome (nishiki-e) et gaufrage (karazuri), format chûban, 26 × 19 cm, signée : Harunobu ga, Musée Guimet. Dans la série : Poèmes des quatre saisons sur un mode contemporain (Fûzoku shiki kasen), waka de Taira no Sadatoki
- Dans la barque (v. 1770), impression polychrome nishiki-e, format chûban, 26 × 19 cm, Coll. Privée, France

Estampes de brocart
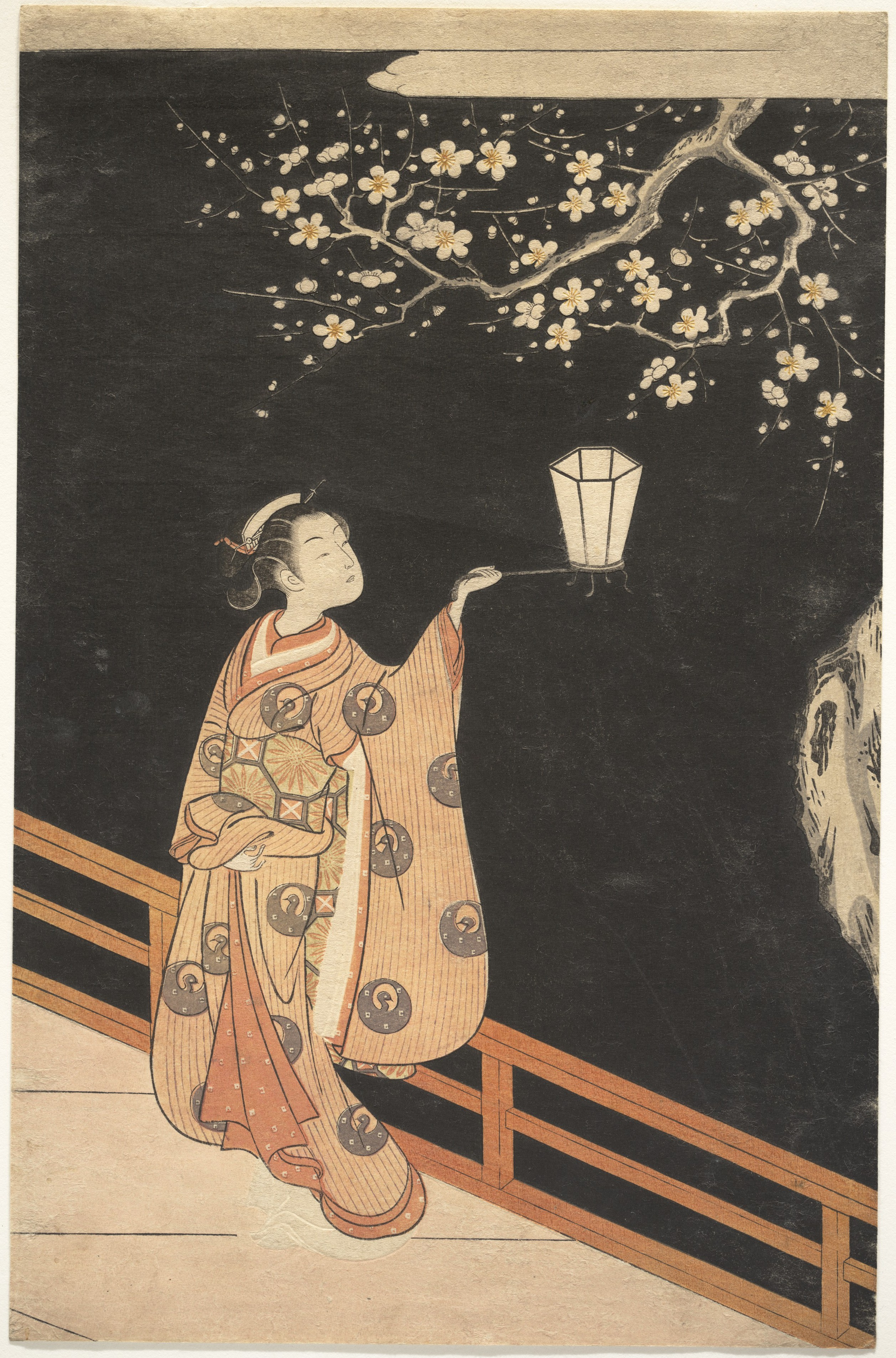
Une jeune femme contemple les fleurs de prunier, la nuit (v. 1760) Metropolitan Museum of Art
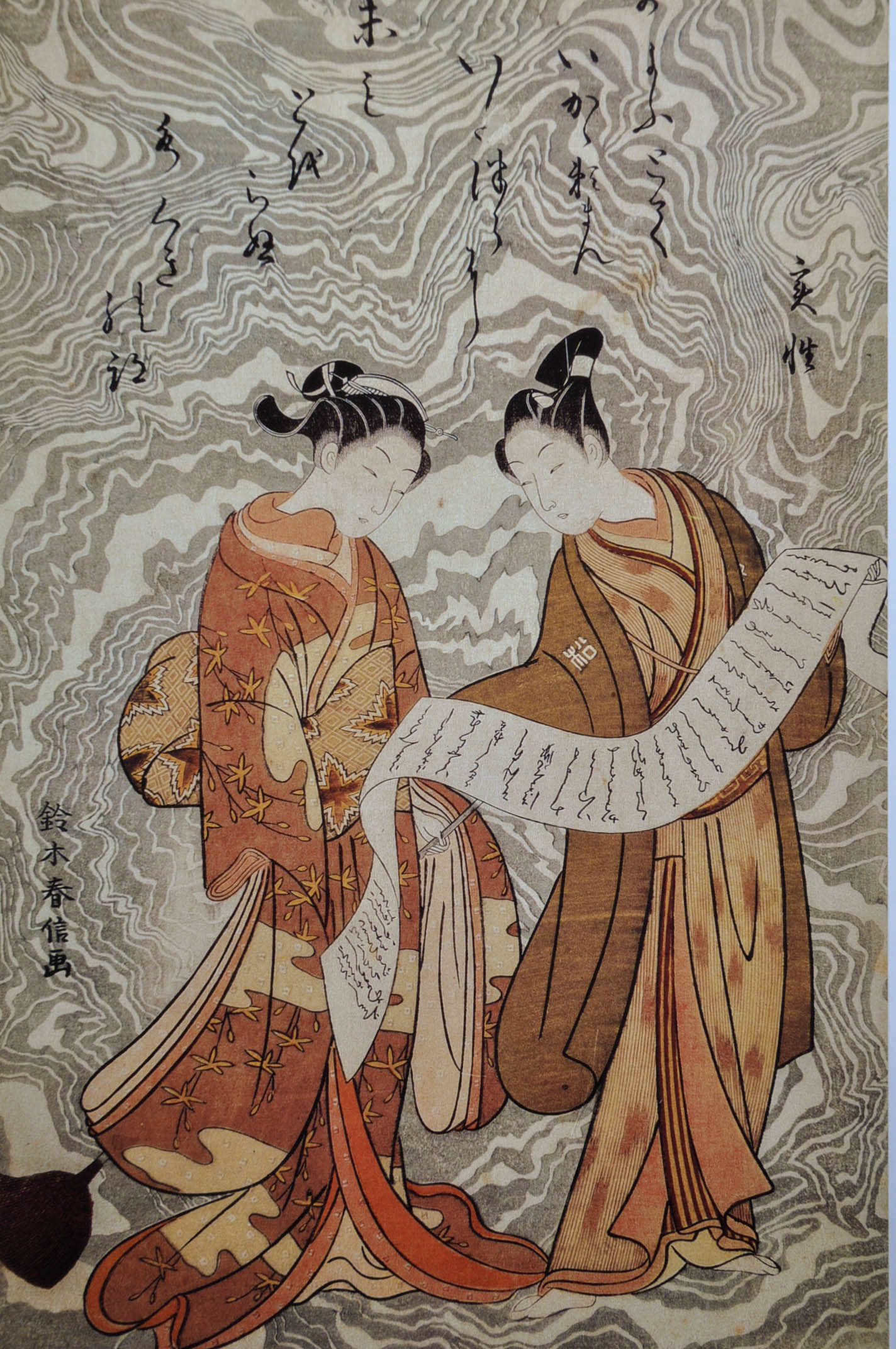
Kanzan et Jittoku (v. 1765) Musée Guimet
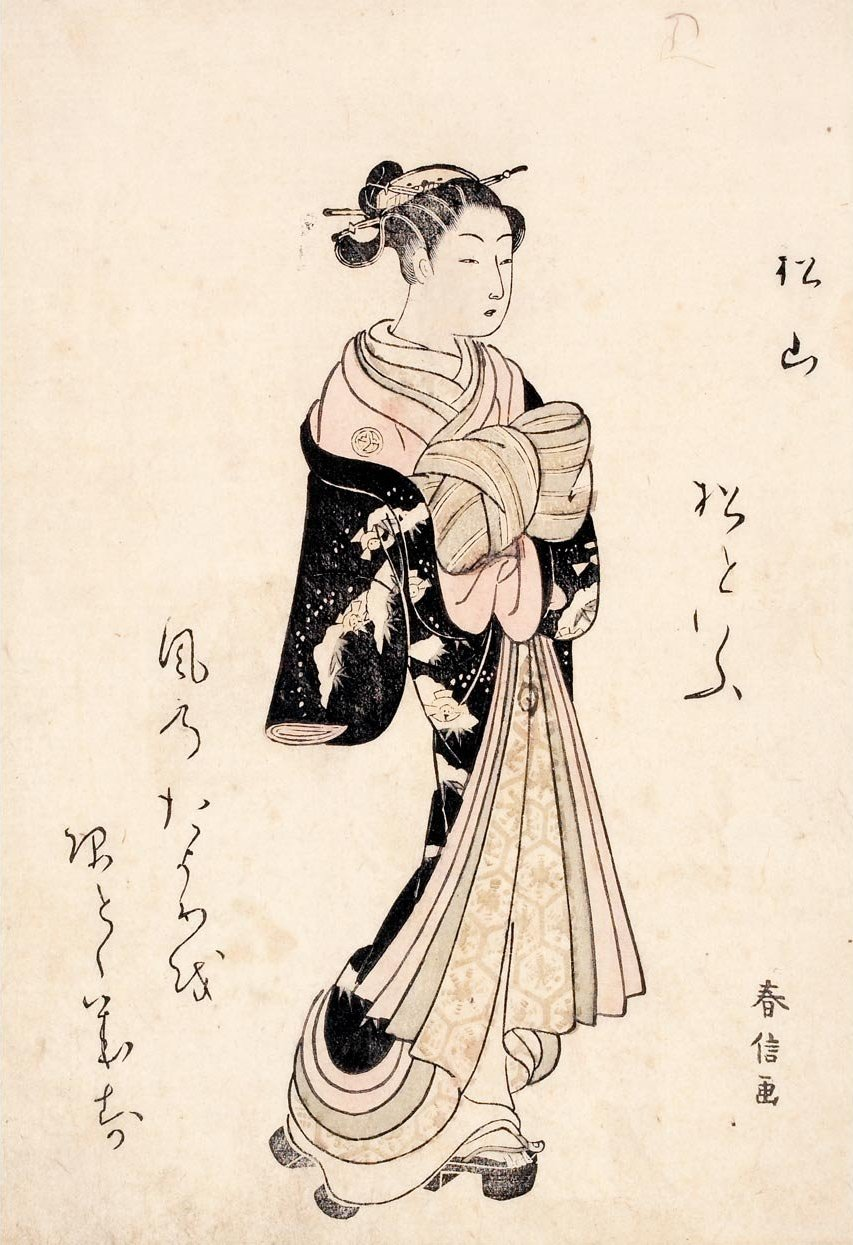
La Courtisane Matsuyama Livre des Beautés (v. 1768) Honolulu Museum of Art
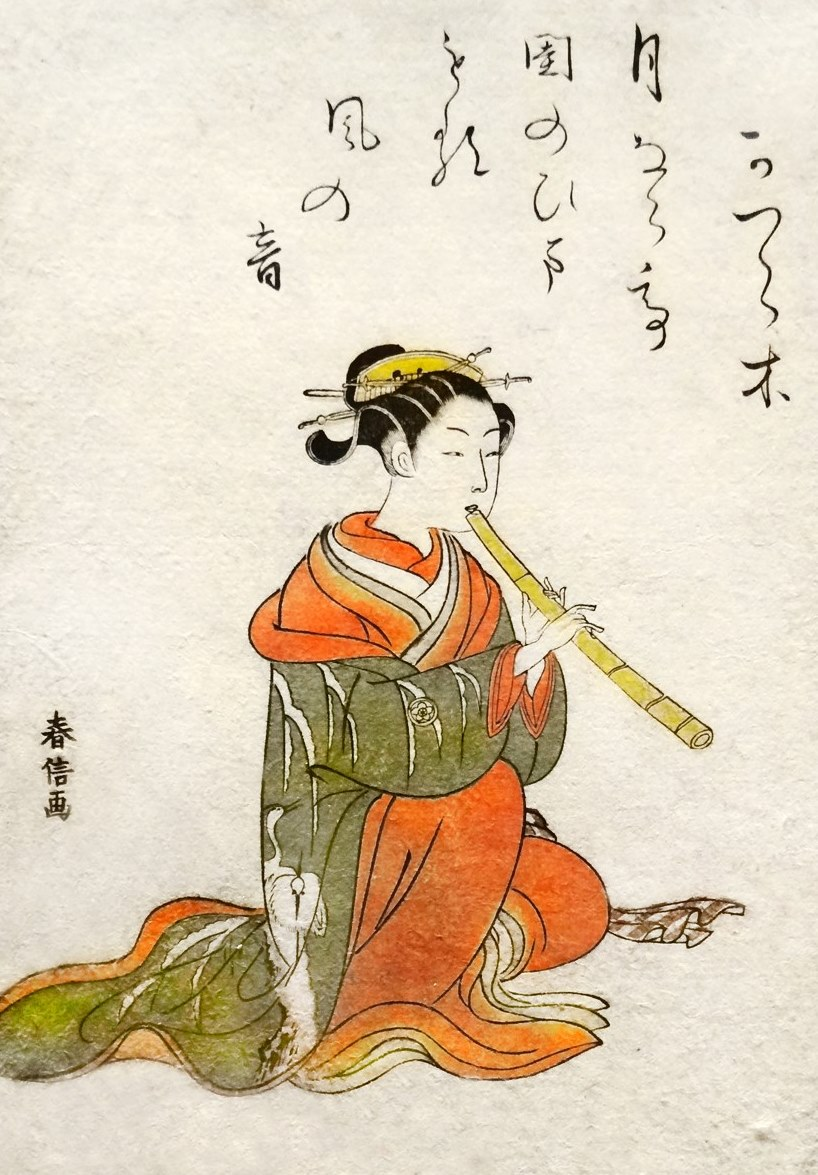
Courtisane jouant du shakuhachi Livre des Beautés (v. 1770) Musée Guimet
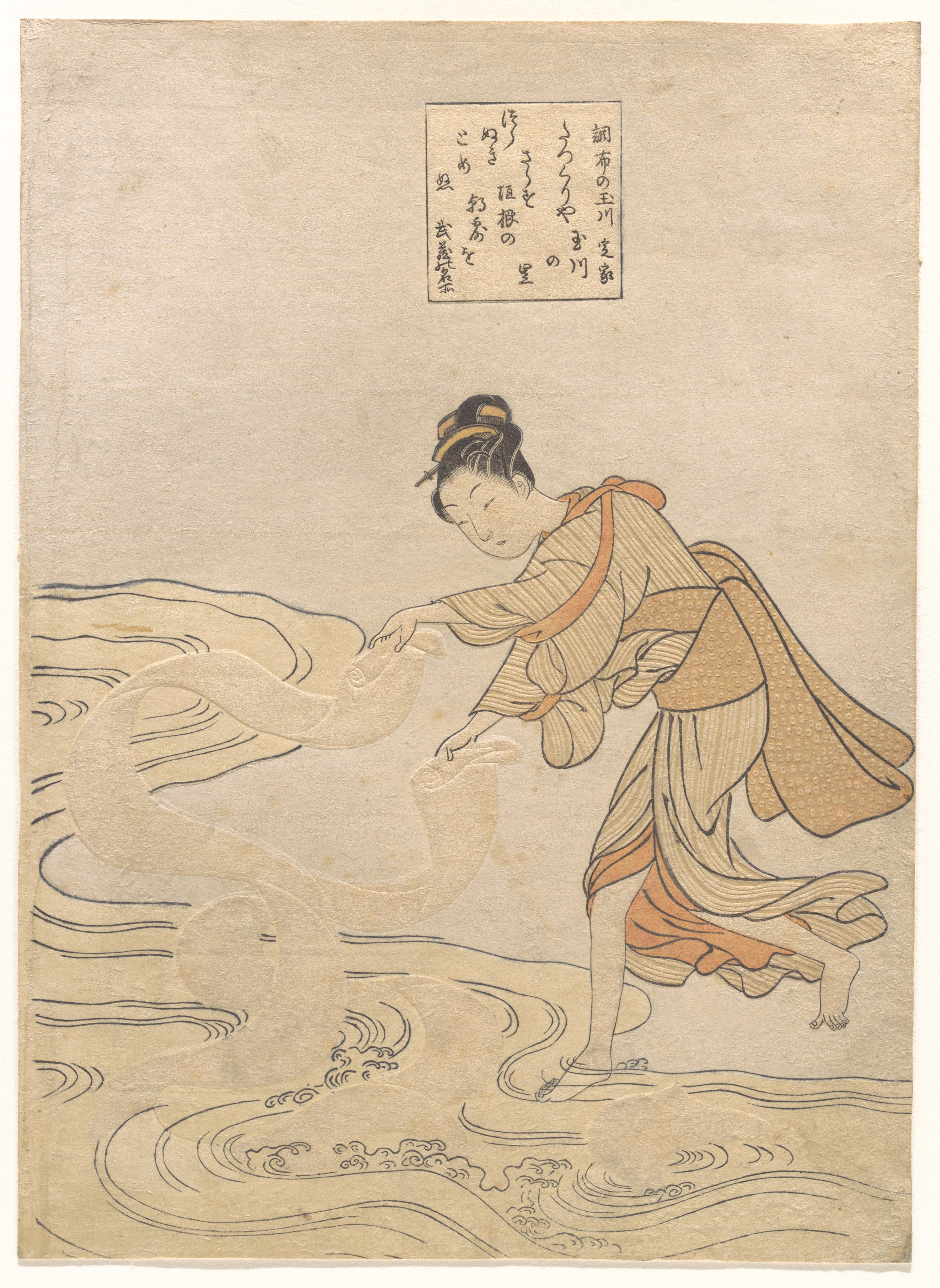
La Rivière Tama à Chōfu (v. 1768) Metropolitan Museum of Art
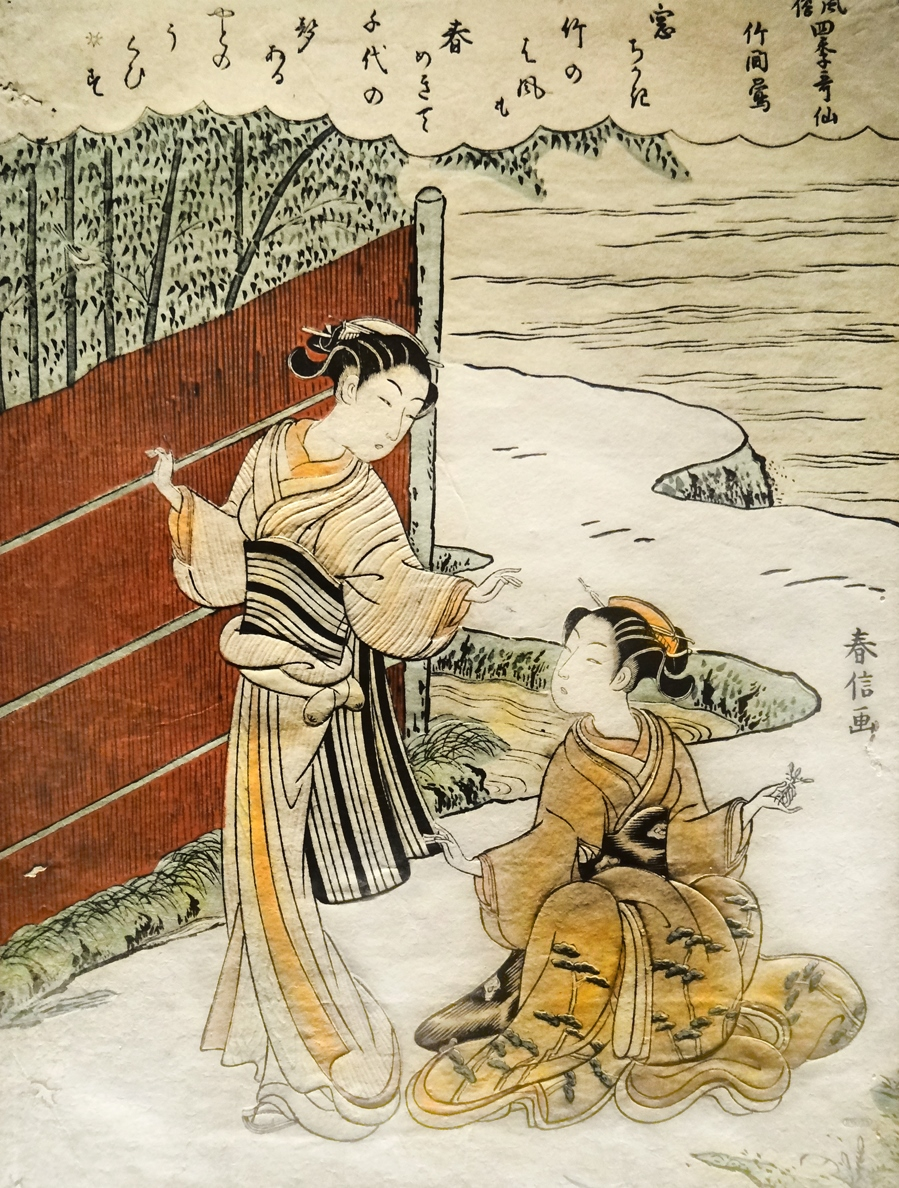
Le Rossignol dans les bambous (1768-1769) Musée Guimet
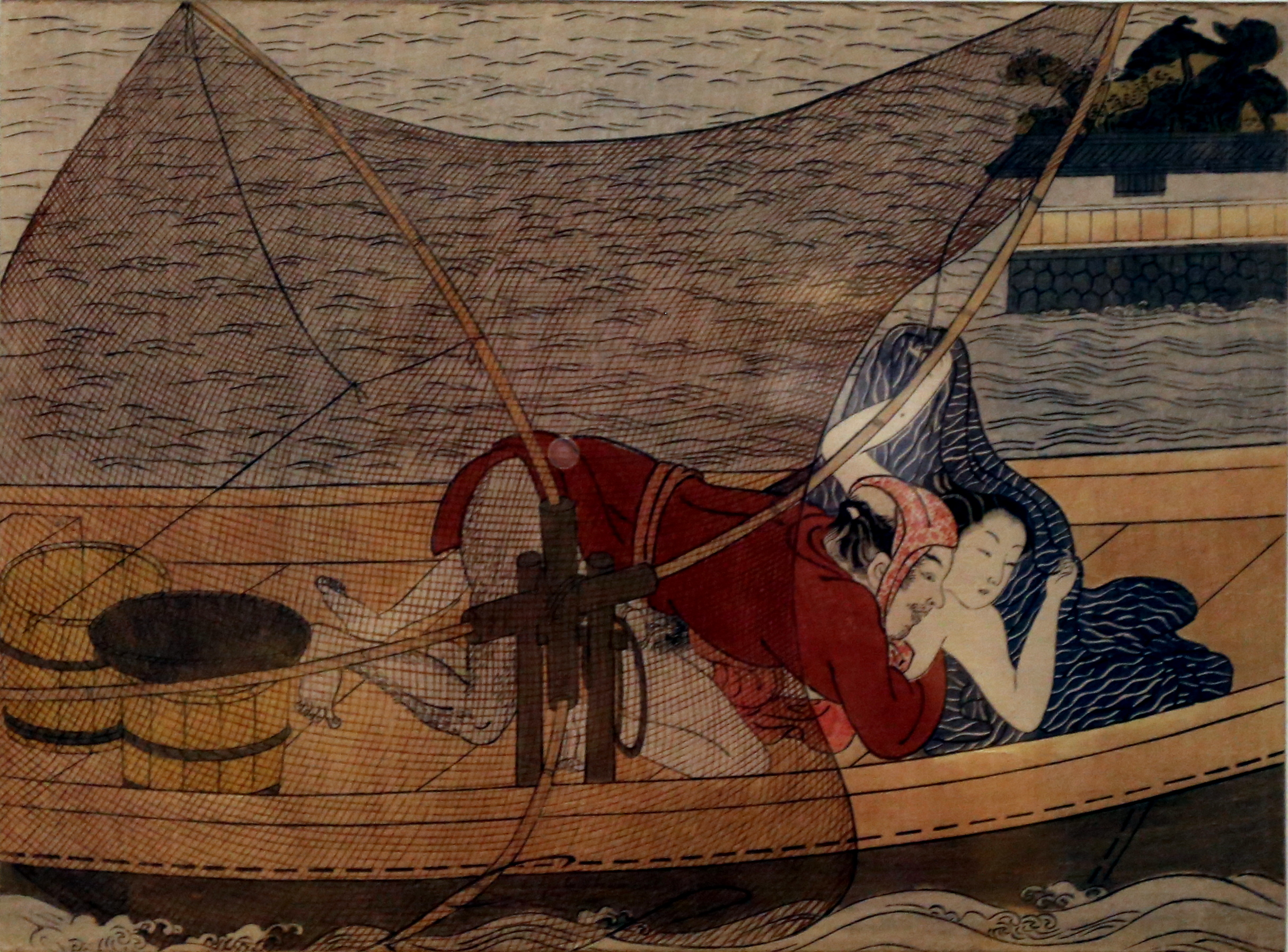
Dans la barque (v. 1770) Coll. Privée, France

Du fait de la richesse et du goût artistique de ses clients samouraïs, Harunobu créa ces estampes polychromes en n'utilisant que les meilleurs matériaux qu'il pût trouver. Harunobu fit des essais avec de meilleurs bois pour les gravures, en utilisant du cerisier plutôt que du catalpa, et il utilisa non seulement des couleurs plus chères, mais il les utilisa en plus grande épaisseur, de façon à produire un effet plus opaque. La plus grande innovation, pour en arriver à la création des nishiki-e, fut la possibilité pour Harunobu (là encore grâce à l'aisance de ses clients) d'utiliser autant de blocs de bois séparés qu'il le souhaitait pour une seule et même image. Harunobu fut ainsi le premier artiste ukiyo-e à utiliser régulièrement plus de trois couleurs pour chaque estampe : à la différence des estampes qui les avaient précédées, toute la gamme des couleurs pouvait être utilisée.
« Harunobu s'essaya avec succès aux impressions à couleurs multiples, aux pigments recherchés, qui nécessitaient parfois une quinzaine de bois gravés. Agrémentées de gaufrages, de fonds marbrés, de poudres de métaux et de mica, de dégradés, ces « images de brocart », au nom évocateur dû à leurs chatoyantes couleurs, de format chûban, supplantèrent vers 1765 les estampes imprimées en deux ou trois couleurs. ».
Souvent, le nom d'un client apparaissait sur l'estampe en même temps que — voire à la place — du nom de l'artiste. La présence du sceau d'un client, et surtout l'omission de la signature de l'artiste, furent deux autres singularités de cette période.
L'enthousiasme qu'elles suscitent est tel qu'une édition commerciale est immédiatement entreprise. Les estampes polychromes sont nées et la région d'Edo en revendique fièrement la paternité en les nommant "Images de brocart de la région d'Azuma", c'est-à-dire d'Edo (Azuma nishiki-e), en référence aux brocarts multicolores qui faisait la réputation de Kyoto.

#### Images érotiques

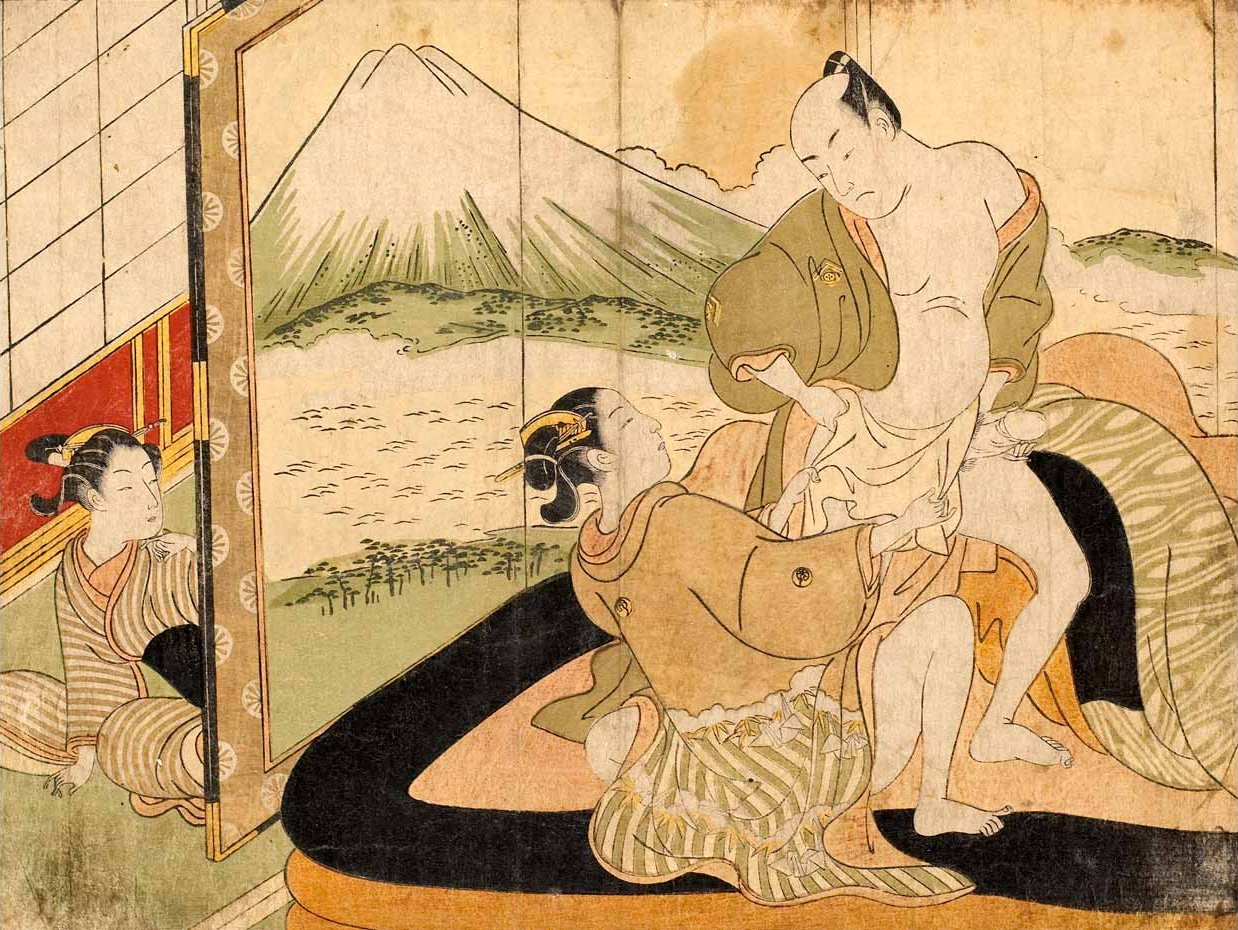
Vue glorieuse sur le mont Fuji. Feuille polychrome, v. 1770, Honolulu Museum of Art

Harunobu a réalisé surtout deux albums en noir et trois séries de feuilles en couleurs (soit 40 planches). On lui attribue aussi une cinquantaine d'autres planches, dont seulement une dizaine seraient de sa main. Il s'inspire souvent de thèmes illustrés par ses prédécesseurs, en particulier Sukenobu dont il a repris, entre autres, Ehon miyako sôshi (Le livre illustré de la capitale) de 1746. Les estampes érotiques étaient, par principes non signées pour se préserver de la censure.
L'un des albums érotiques, « Maneemon, le bel élégant sur la voie de l'amour » (Fūryū enshoku Maneemon), le héros — Harunobu, lui-même ? —reçoit la visite de deux « fées » Osen et Ofuji (les deux « muses » de l'artiste). Elles lui offrent une potion magique qui le rend minuscule.
Il va ensuite d'une scène érotique à l'autre en observateur discret. Le motif de la présence discrète (indiscrète, en l'occurrence) du regardeur, se distingue de l'intervention plus ou moins directe dans les scènes, par exemple lorsque les amants sont surpris, soit par la femme du mari, soit par des servantes, voire par des passants quand la scène se passe dans la nature. C'est ce qu'il montre dans La Charette, vers 1770, estampe chuba, nishiki-e, conservée au Musée Guimet.
Les écrans entr'ouverts, comme les vêtements qui glissent répondent, par ailleurs, aux motifs favoris de Harunobu : les ombres portées et les rideaux à claire-voie qui nous font entr'apercevoir ce qui se passe dans l'intimité. Ce sont des motifs récurrents de la culture japonaise (comme dans les illustrations du « Dit du Genji »), mais dont il a développé les moyens esthétiques et narratifs.

#### Vues de la vie du quartier

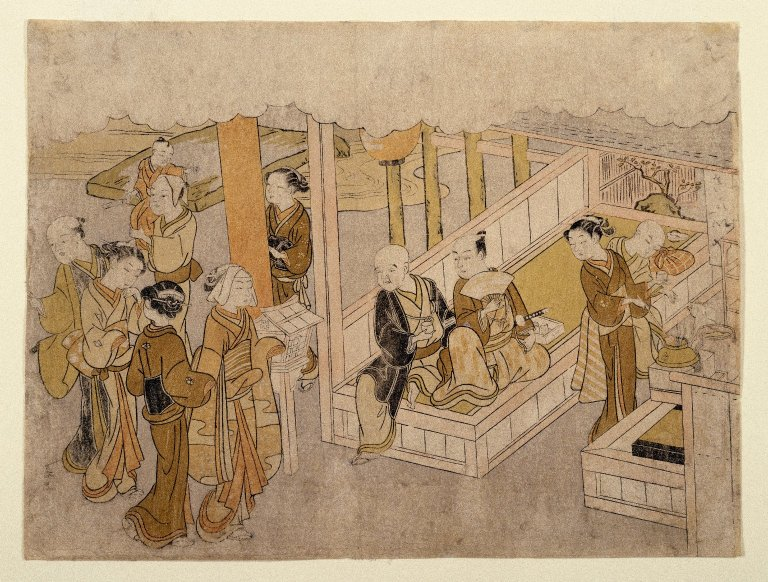
Dans la série : Le déplacement solennel d'une jeune fille chaste lors de la cérémonie de son mariage, La réunion avec la nouvelle famille, 21 x 28 cm.,7 pigments. 1769. Musée de Brooklyn

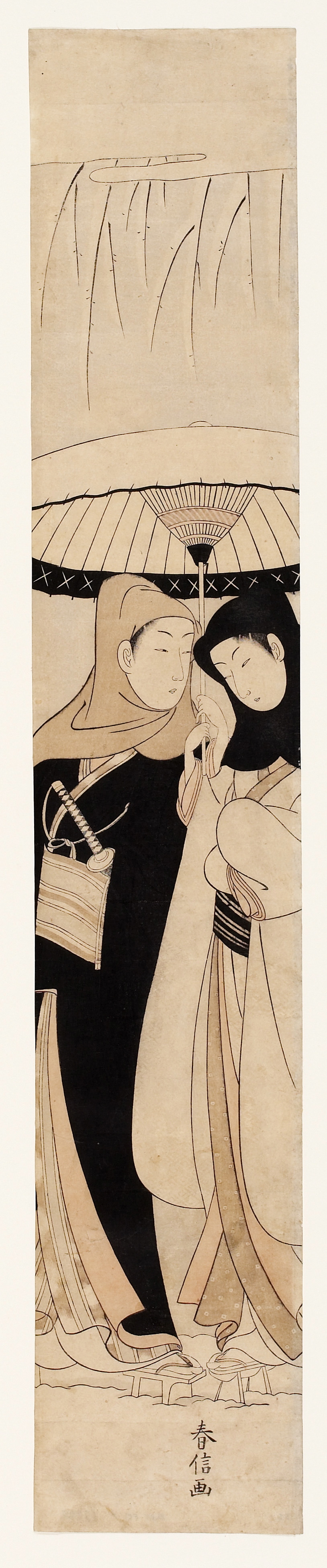
Des amants qui partagent une ombrelle. 70.5 x 12.7 cm. 1767-1770 Honolulu Museum of Art

## Formats et prix
Un grand nombre des estampes de Harunobu ont le format chuban (29,3 × 19 cm ou 27,2 × 20,8 cm, 26,9 × 20,5 cm, 24 × 18 cm...), notablement plus petit que le format oban (37 × 25,5 cm), lequel prévaudra plus tard chez Kiyonaga et Utamaro. S'adaptant à « l'estampe-pilier », haute et étroite (65 x 12 cm), Harunobu a joué avec les proportions de son idéal de beauté féminine, et l'élongation des figures. Il a réalisé de nombreuses estampes feuilles dans ce format entre 1766 et 1770.
Comme cela a été dit plus haut certaines estampes polychromes, et en particulier les premières, des calendriers, étaient financées par le privé, même si elles étaient accessibles au public qui pouvait donc en acheter. C'était probablement l'imprimeur qui assurait la vente. Pour faire une comparaison, dans l'ère Tenmei (1781-1788/89) le prix d'accès à une maison de bain est passé de 6 à 8 mon. Dans les années 1750 et 60, le prix d'un album était de 8 mon, mais en 1794 il avait atteint les 10 mon. Les estampes en feuilles (à l'exception des affiches et portraits d'acteurs des débuts), réalisées avec de nombreux blocs taillés et sur du papier luxueux (hōshō-gami) coûtaient fort cher. Un format chuban (25/26 x 17/19 cm) de Harunobu, en 1782, revenait à 160 mon. Chaque estampe était vendue enveloppée avec soin dans un papier épais (tatōgami).

## Style
Au-delà des innovations introduites par l'arrivée des images polychromes et des effets de gaufrage, le style personnel de Harunobu était unique à bien des égards. Le regard qu'il a porté sur le monde est chargé d'une douce humanité, celui d'un « chroniqueur émerveillé de la vie ordinaire ». Il est considéré comme un des plus grands artistes de cette période par son art à dépeindre la vie quotidienne dans la ville d'Edo, car ses sujets ne se limitent pas à des courtisanes, des acteurs et des lutteurs de sumo : ils incluent également des petits vendeurs de rue, des garçons de course, et d'autres sujets qui aident à mieux saisir la culture et la vie au quotidien du Japon de la fin du XVIIIe siècle, comme l'avait fait Sukenobu auparavant.
On possède le regard d'un de ses contemporains. L'un de ses livres shunga, de 1763, au début de sa carrière, porte ainsi ces quelques mots :  « L'extrême nouveauté de ces illustrations et leurs qualités (tendances) artistiques sont admirables. Elles ont donné une nouvelle image, tout ensemble, à l'école d'Hishikawa à l'Est (c.à.d. à Edo : Hishikawa Moronobu, 1618-1694) et à l'école de Nishikawa, à la capitale (c.à.d. à Kyoto, Nishikawa Sukenobu) ; [dans son style] il rassemble aussi les écoles des anciens maîtres Masanobu (Okumura Masanobu, 1686-1764) et Toyonobu (Ishikawa Toyonobu, 1711-1785). Elles sont un chant au monde. Maintenant ce maître s'est aussi fait un nom par ses images érotiques, et il excite les passions du moment... ».
Les silhouettes de ses personnages, toujours frêles, ressemblent à des adolescents aux doigts excessivement fins et déliés. Surtout les jeunes filles (bijin) caractérisent son style : elles paraissent très jeunes et frêles, contrastant avec les représentations féminimes plus robustes des artistes ultérieurs, tels Kiyonaga ou Utamaro — Richard Lane en parle comme étant « le domaine particulier de Harunobu, où il a surpassé tous les autres artistes japonais : des filles éternellement jeunes, placées dans un environnement inhabituel et poétique ». Les personnages féminins et masculins ne se distinguent, souvent, que par les accessoires, le vêtement et la coiffure mais non par la stature, les proportions physiques et l'attitude. Les amants paraissent d'autant plus fusionnels qu'ils semblent tous aussi jeunes. Cependant on peut y percevoir une nuance de mélancolie, un sentiment qui a été repris, par vagues successives, chez les artistes de l'ukyio-e qui suivirent. de subtiles détails lui ont permis de signaler, de distinguer des individus particuliers, comme la célèbre Osen.
En termes de composition des images le style de Harunobu est aussi singulier. Les grands a-plats colorés, cloisons obliques ou nuit noire introduisent de la distance, évoquent un cadre précis et sont remplis de détails de la vie quotidienne, là où ses prédécesseurs préféraient la proximité et peu d'accessoires. Il ne cherche pas à centrer l'attention du spectateur sur les riches motifs des kimonos mais, sans ignorer l'intérêt de ces motifs, il compose avec eux des jeux subtils, ménageant de fines ouvertures et des effets de transparence qui participent au plaisir du regardeur de ses images.
|  |  |

Nombre de ses estampes font appel à un arrière-plan monochrome, créé grâce à une technique appelée tsubushi. Bien que d'autres artistes aient eu recours à cette technique, Harunobu fut généralement considéré comme l'artiste qui en tira le maximum d'impact, l'arrière-plan coloré définissant l'atmosphère de toute l'image. Exceptionnellement  l'arrière-plan est rempli par un effet « moiré » (suminagashi), tout à fait spectaculaire, il évoque les fonds travaillés sur lesquels on traçait les waka, puis plus tard, des haïku, d'une écriture hiragana dont les idéogrammes évoquent des algues entrainées par le courant, et les marbrures semblent, alors, évocatrices des reflets dans l'eau. Cet arrière-plan singulier participe fortement à composer un cadre psychologique à ces scènes fascinantes et ambiguës.